# Cueva Cardiel
Cueva Cardiel, también conocido como Cuevacardiel , es una localidad situada en la provincia de Burgos, comunidad autónoma de Castilla y León (España), comarca de Montes de Oca, partido judicial de Burgos, ayuntamiento de Valle de Oca.

## Geografía
En el valle del río Oca, afluente del Ebro por su margen derecha, en la carretera BU-703 junto a las localidades de Villalbos , Villalómez , Villanasur Río de Oca , Mozoncillo de Oca y Villalmóndar.

## Situación administrativa
Entidad Local Menor .

## Demografía
| Gráfica de evolución demográfica de Cueva Cardiel entre 1842 y 1920 |
| |
| Población de derecho según los censos de población del INE Población de hecho según los censos de población del INEEntre el censo de 1857 y el anterior, crece el término del municipio porque incorpora a Villalmondar. Entre el censo de 1930 y el anterior, este municipio desaparece porque se agrupa en el municipio Valle de Oca. |

Evolución de la población
| Gráfica de evolución demográfica de Cueva Cardiel entre 2000 y 2017 |
|                                                                     |
| Población de derecho (2000-2017) según el padrón municipal del INE  |

## Historia
Este valle del Oca conserva los nombres de los colonizadores de la Reconquista . En el año 836 apareció por aquí el sacerdote Cardello con sus compañeros, familiares y exploradores; traía libros y enseres y arreaban un apunta de ovejas, vacas y yeguas. Querían colonizar este valle abrigado, defendido de las correrías árabes por estar entre dos vías frecuentadas por las columnas militares. Cardello venía de la Montaña, de la cabecera del río Asón. 
Villa perteneciente a la Hermandad de Montes de Oca en el partido Juarros , uno de los catorce que formaban la Intendencia de Burgos durante el periodo comprendido entre 1785 y 1833, tal como se recoge en el Censo de Floridablanca de 1787 . Tenía jurisdicción de realengo con alcalde ordinario.
A la caída del Antiguo Régimen queda constituida como ayuntamiento constitucional del mismo nombre en el partido Belorado , región de Castilla la Vieja , contaba entonces con 34 hogares y 138 vecinos. 
Entre el censo de 1857 y el anterior, crece el término del municipio porque incorpora a 095178 Villalmóndar. Entre el censo de 1930 y el anterior, desaparece porque se agrupa en el municipio 09411 Valle de Oca. Las dos localidades contaban con 69 hogares y 256 habitantes de derecho.

## Parroquia
Iglesia de San Cucufate , dependiente de la parroquia de Quintanavides en el Arcipestrazgo de Oca-Tirón , diócesis de Burgos

"... Bendito San Cucufate, patrón de Cueva Cardiel, que llevas la braga llena, no por falta de curriel... "